# Jesus Kristus är uppstånden
Jesus Kristus är uppstånden är en påskpsalm av Philip Paul Bliss 1876, både text och melodi (F-dur, 3/4). Psalmen översattes av Erik Nyström 1893 och har senare bearbetats något i olika omgångar. Varje strof (3 st) börjar med utropet "Jesus Kristus är uppstånden!" och innehåller fyra "Se, han lever!". Psalmens ålder till trots blev den publicerad i de svenska psalmböckerna först med 1986 års psalmbok.
Melodin används också till psalmen Tacken konungarnas Konung (Lova Herren 1988 nr 12).

## Publicerad som
- Nr 148 i  Den svenska psalmboken 1986, 1986 års Cecilia-psalmbok, Psalmer och Sånger 1987, Segertoner 1988 och Frälsningsarméns sångbok 1990 under rubriken "Påsk".